# Армија криминалаца
Армија криминалаца (фр. L'armée du crime) је француска ратна драма коју је режирао Робер Гедигјан. Филм је приказан на Канском фестивалу 2009. године, а званична премијера у Француској 16. септембра исте године.
Филм се бави истинитим догађајем „црвеног постера“. Фраза „армија криминалаца“ преузета је са историјског пропагандног постера, у коме су окупационе немачке снаге криминалцима називали припаднике француског покрета отпора. Наслов је био: „Ослободиоци? Ослобођење армијом криминалаца"

## Заплет
У Паризу током Немачке окупације окупације у Другом светском рату, болесно оријентисана група бораца отпора чини нападе. 

## Глумци
- Виржини Ледоајан
- Симон Абкаријан
- Робенсон Стевнен
- Жан-Пјер Дарусен
- Лола Немар
- Аријан Аскарид
- Грегоар Лепренс-Ринге
- Јан Трегуе
- Иван Франек
- Олга Легран
- Борис Бергман
- Патрик Болне
- Адријен Жоливе
- Жерар Мелан
- Хорацију Малеле
- Лика Белво